# Euphorbia adenochlora
Euphorbia adenochlora là một loài thực vật có hoa trong họ Đại kích. Loài này được C.Morren & Decne. mô tả khoa học đầu tiên năm 1836.

## Hình ảnh

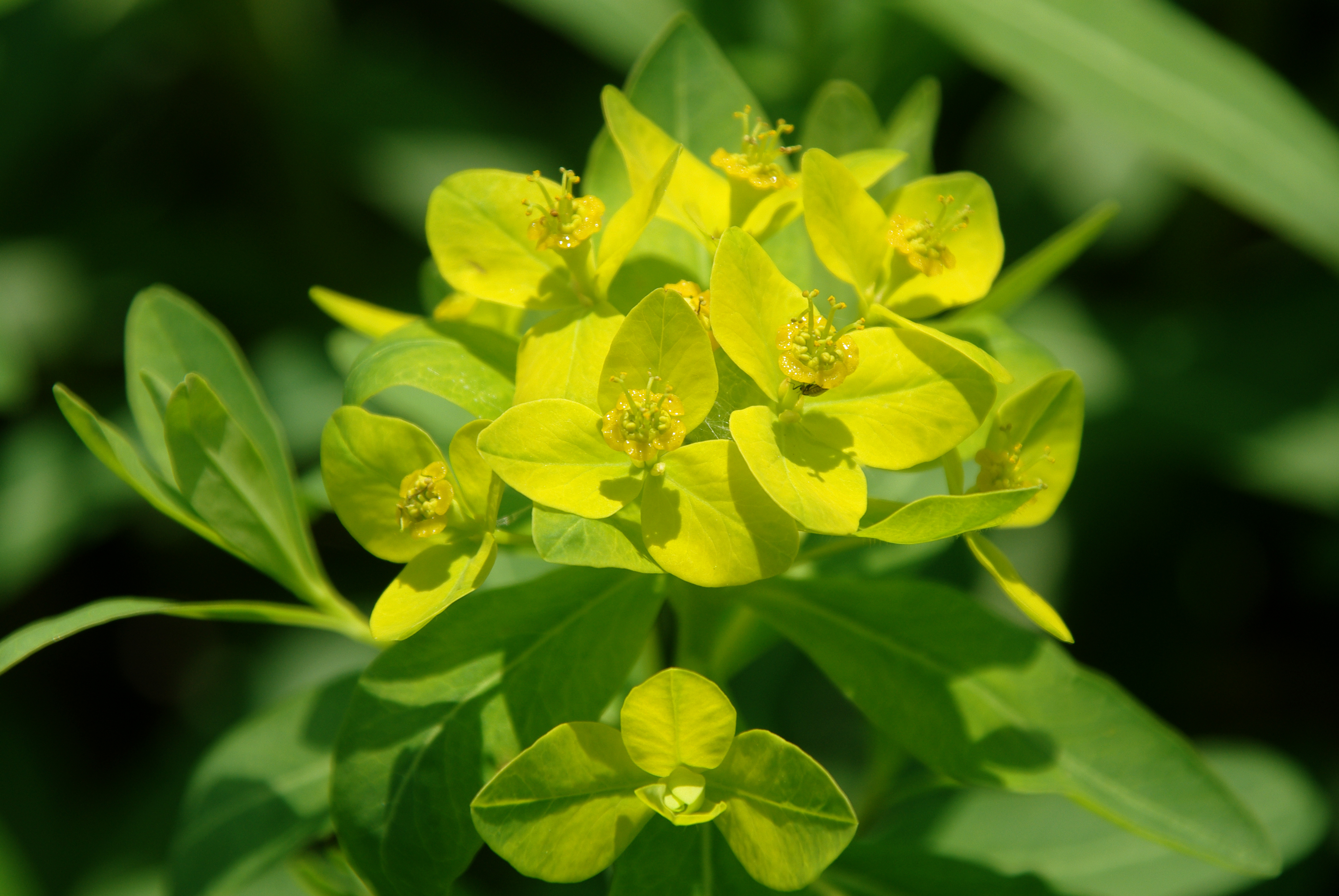
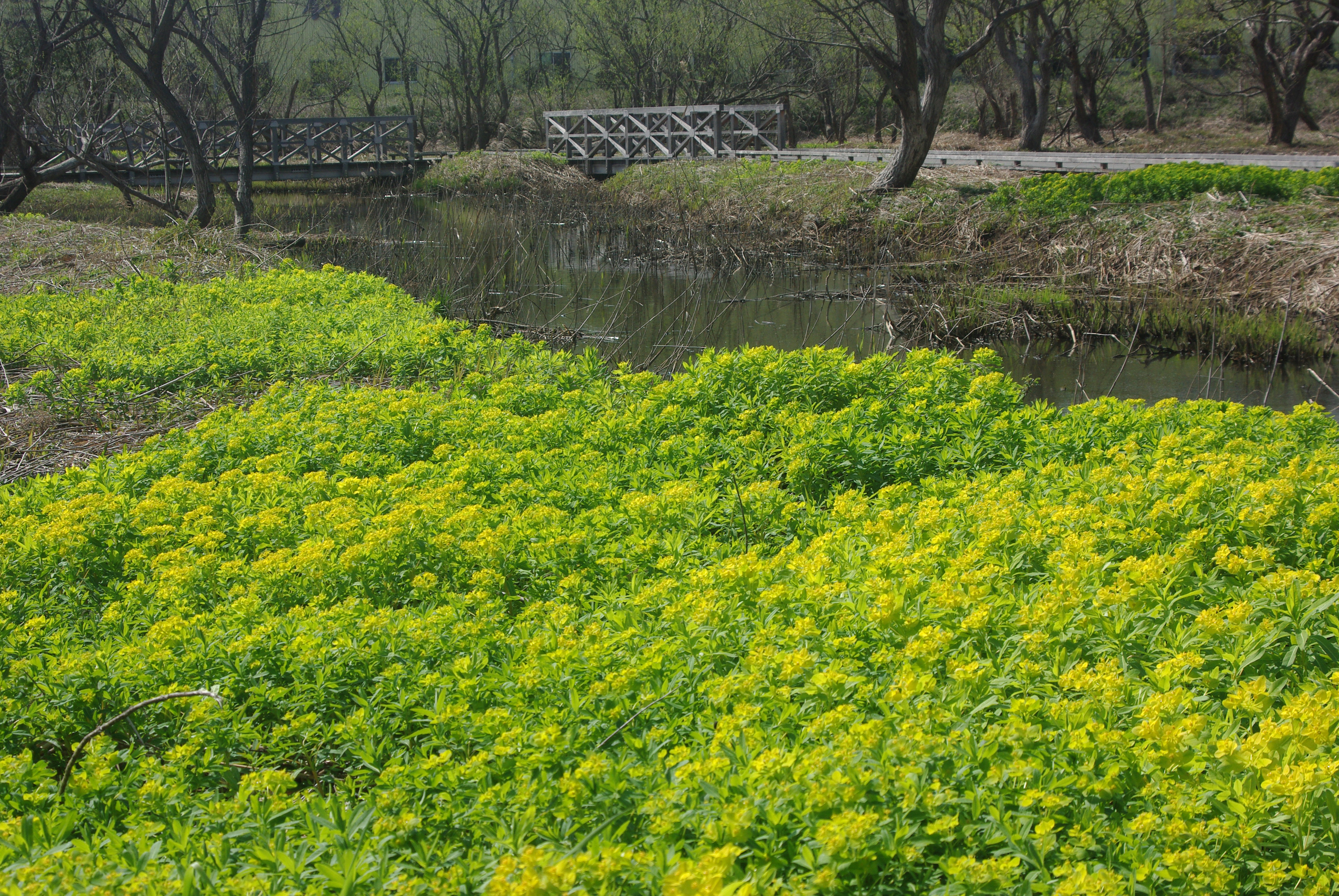